# Le jeu
Le jeu es una película francesa cómica dramática de 2018, dirigida por Fred Cavayé. Se trata de una adaptación de la película italiana de 2016 Perfetti sconosciuti, dirigida por Paolo Genovese.

## Sinopsis
En una cena de viejos amigos, organizada por Marie y Vincent se propone un juego en el que todos ponen sus teléfonos en la mesa y cualquier mensaje, correo electrónico o llamada recibida en el teléfono de cualquier persona se compartirá con todos los demás. A medida que el juego avanza, más secretos comienzan a desentrañarse, poniendo en duda sus amistades y matrimonios.

## Reparto
- Bérénice Bejo como Marie.
- Suzanne Clément como Charlotte.
- Stéphane De Groodt como Vincent.
- Vincent Elbaz como Thomas.
- Grégory Gadebois como Ben.
- Doria Tillier como Léa.
- Roschdy Zem como Marco.
- Fleur Fitoussi como Margot.

## Producción
El guion de Fred Cavayé se basa en el de la película italiana de Paolo Genovese, Perfetti sconosciuti, estrenada en 2016. Esta adaptación es producida por Stéphane Célérier, Valérie Garcia, Camilla Nesbitt y Pietro Valsecchi a través de las compañías Mars Films y Medset Films.

### Rodaje
El rodaje tuvo lugar de octubre a diciembre de 2017. Las escenas al aire libre se rodaron en Vincennes (rue de la Dame-Blanche por el bosque, para las escenas en la entrada del edificio donde se celebra la cena) y en París, en el puente del Tolbiac, para la escena final.

## Crítica
En el sitio Allociné, la película obtuvo una calificación de 3,4/5.